# Bucanetes
A Bucanetes a madarak osztályának verébalakúak (Passeriformes) rendjébe a pintyfélék (Fringillidae) családjába tartozó nem.

## Rendszerezésük
A nemet Jean Cabanis írta le 1851-ben, az alábbi 2 faj tartozik ide:
- trombitás sivatagipinty (Bucanetes githaginea)
- mongol sivatagipinty (Bucanetes mongolicus)

## Előfordulásuk
Spanyolországban és Afrika északi részén, valamint Ázsiában honosak.

## Megjelenésük
Testhosszuk 12,5-15 centiméter közötti.

## Életmódjuk
Többnyire magvakkal, hajtásokkal és rügyekkel táplálkoznak.